# أستراليا المفتوحة 1993
هنا قائمة ببطولات أستراليا المفتوحة لسنة 1993:

## الكبار

### فردي رجال
جيم كورير هزم  ستيفان إدبرغ, 6-2, 6-1, 2-6, 7-5

### فردي سيدات
مونيكا سيليش هزم  شتيفي غراف, 4-6, 6-3, 6-2

### زوجي رجال
داني فايزر و لاوري واردر هزم  جون فيتزجرالد و أندرياس جارايد, 6-4, 6-3, 6-4

### زوجي سيدات
غيغي فيرنانديز و ناتاشا زفيريفا هزم  بام شرايفر و إليزابيث سمايلي, 6-4, 6-3

### زوجي مختلط
أرانتكسا سانشيز فيكاريو و تود وودبريدج هزم  زينا غاريسون جاكسون و ريك ليتش, 7-5, 6-4